# Hauptwerke der romanischen Buchmalerei
Etwa ab dem späten 11. Jahrhundert fasst man, ausgehend von der Architektur, die bis dahin auch regional unterschiedlichen europäischen Kunststile  beginnend etwa um 950/960 als Romanik zusammen. Der Übergang zur Buchmalerei der Gotik verlief in unterschiedlichen Regionen mit zeitlichen Verzögerungen. Setzte der Stilwandel in Frankreich und England schon ab den 1140er Jahren ein, blieben nördlich der Alpen sowie in Spanien und Italien teilweise noch bis um 1300 romanische Formen dominant.  In dieser Zeit entstanden über 1500 illuminierte Manuskripte, von denen 111 derzeit als Faksimile verfügbar sind.
Leider gibt es in der kunstgeschichtlichen Literatur keine allgemein akzeptierten Kriterien, nach denen eine Handschrift als Hauptwerk der romanischen Buchmalerei zu gelten habe, so dass die hier vorgestellte Auswahl auch als „willkürlich“ bezeichnet werden kann.

## Liste der Handschriften
| Abbildung | Gebräuchlicher Name                                                                 | Datierung                         | Lokalisierung, Malschule | Inhalt | Besonderheiten | Signatur |
| --------- | ----------------------------------------------------------------------------------- | --------------------------------- | --- | --- | --- | --- |
|           | Facundus-Beatus                                                                     | 1047                              | geschrieben vom sog. Facundus im Auftrag von Ferdinand I. und Doña Sancha von León und Kastilien                                                                     | Apokalypse-Handschrift mit einem dem Beatus von Liébana zugeschriebenen Kommentar. Bild: Apokalyptische Reiter, f. 135                                                                                 | Eine von 26 illuminierten derartigen Handschriften; diente vor allem der privaten Andacht und Erbauung von Mönchen.                                                                          | Madrid, Spanische Nationalbibliothek, Cod. Vitr. 14-2                                                                |
|           | Hugo Pictor                                                                         | spätes 11. Jahrhundert            | Kathedrale von Exeter, Devon | Kommentar des Hieronymus zum Buch Jesaja und Texte in Altenglisch | enthält ein Selbstporträt des Buchmalers | Oxford, Bodleian Library, MS Bodley 717                                                                              |
|           | S. Gregorii magni moralium in Iob                                                   | 1111                              | Cîteaux | Moralia in Job | | Dijon, Bibliothèque municipale, Cod. 168-170                                                                         |
|           | Bibel des Stephan Harding                                                           | 1109/11                           | Cîteaux | Bibel Bild: Cod. 14, fol. 13 | drei Bände | Dijon, Bibliothèque municipale, Cod. 12-15                                                                           |
|           | Albani-Psalter                                                                      | zwischen 1120 und 1145            | St. Albans-Abtei | Psalter, liturgischer Kalender, Gebete, Gesänge und weitere Texte. Bild: Maria Magdalena verkündet die Auferstehung                                                                                    | Auftragswerk des Abtes Geoffrey de Gorham für die Einsiedlerin Christina von Markyate | Hildesheim, Dombibliothek, Ms St. Godehard 1                                                                         |
|           | Stuttgarter Passionale, auch Zwiefalter Passionale oder Hirsauer Passionale genannt | erste Hälfte des 12. Jahrhunderts | Kloster Zwiefalten, Kloster Hirsau | Passionale, bestehend aus drei verschiedenen Teilen: pars hiemalis (Cod. bibl. fol. 57; um 1120–1125), pars aestivalis (Cod. bibl. fol. 56; um 1125–1130), pars tertia (Cod. bibl. fol. 58; 1130–1140) | Cod. bibl. fol. 57: Initialen ff. 136-150r: um 1130–1140, Zeichnung f. 262r: 3. Viertel 12. Jh.; Cod. bibl. fol. 56: Zeichnung f. 135r: 2. Hälfte 12. Jh.                                    | Stuttgart, Württembergische Landesbibliothek, Cod. bibl. fol. 56–58                                                  |
|           | Melisende-Psalter                                                                   | um 1140                           | Jerusalem | Psalter | stark von der byzantinischen und der islamischen Buchmalerei beeinflusst; entstanden wahrscheinlich im Auftrag von Fulko V. von Anjou für seine Frau Melisende, die Königin von Jerusalem    | London, British Library, MS Egerton 1139                                                                             |
|           | Codex Guta-Sintram                                                                  | um 1154                           | Augustiner-Chorfrau Guta von Schwarzenthann (Schrift) und Augustiner-Chorherr Sintram von Marbach (Buchschmuck) in den Klöstern Marbach und Schwarzenthann im Elsass | Gebete, Kalender mit Heiligenverzeichnis (Martyrologium, Nekrolog, Augustinusregel mit Kommentar des Hugo von St. Viktor und Consuetudines). Bild:Dedikationsbild, fol. 9r                             | Nachschlagewerk für das tägliche Leben | Straßburg, Bibliothèque du Grand Séminaire, Ms 37                                                                    |
|           | Bestiarium von Aberdeen                                                             | Ende des 12. Jahrhunderts         | unbekannt | Bestiarium | Eins der wenigen Bestiarien, die die Schöpfungsgeschichte miteinbeziehen. Die Handschrift blieb unvollendet.                                                                                 | Aberdeen, Universitätsbibliothek, MS 24                                                                              |
|           | Hunterian Psalter                                                                   | um 1170                           | York | Psalter | Der Name bezieht sich auf den schottischen Buchsammler William Hunter des 18. Jahrhunderts. Die letzten 13 Folios enthalten Ergänzungen aus dem späten 13. Jahrhundert.                      | Glasgow, Universitätsbibliothek, Sp. Coll. MS Hunter U.3.2 (229)                                                     |
|           | Kopenhagener Psalter                                                                | vor 1173                          | wahrscheinlich York oder Durham | Psalter, enthält zudem eine Alphabet, einen Kalender, Gebete sowie sechzehn ganzseitige Bilder von neutestamentlichen Szenen                                                                           | als Lese- und Andachtsbuch für einen königlichen Prinzen erstellt | Kopenhagen, Königliche Bibliothek, MA Thott 143 2°                                                                   |
|           | Evangeliar Heinrichs des Löwen                                                      | zwischen 1175 und 1188            | Helmarshausen | Evangeliar | Für den Marienaltar der Stiftskirche St. Blasius in Braunschweig angefertigt | Wolfenbüttel, Herzog August Bibliothek, Cod. Guelf. 105 Noviss. und München, Bayerische Staatsbibliothek, Clm. 30055 |
|           | Hortus Deliciarum („Garten der Köstlichkeiten“)                                     | zwischen 1167 und 1196            | Odilienberg | Enzyklopädie der Herrad von Landsberg. Bild: Die Philosophie mit den sieben freien Künsten | Auftrag der Herrad von Landsberg, Äbtissin des Klosters Hohenburg im Elsass; eine der ältesten Quellen für mehrstimmige Musik; 1870 bei der Belagerung von Straßburg verbrannt               | Ehemals Straßburg, Stadtbibliothek                                                                                   |
|           | Liber Scivias der Hildegard von Bingen                                              | wohl zwischen 1160 und 1180       | Benedikinerkloster St. Eucharius-St. Matthias in Trier oder Rupertsberg, die Miniaturen wahrscheinlich in Maria Laach                                                | Liber Scivias | Es wird angenommen Hildegard sei selbst für die Ausstattung verantwortlich gewesen oder habe sie überwacht.                                                                                  | Ehemals Wiesbaden, Hessische Landesbibliothek, Ms. I (verschollen)                                                   |
|           | Stammheimer Missale                                                                 | ca. 1170                          | Deutschland | Missale Bild: Incipit-Seite, f. 85r | frühes liturgisches Zeugnis für die Verehrung des Heiligen Bernward | Los Angeles, J. Paul Getty Museum, Ms. 64                                                                            |
|           | Welfenchronik                                                                       | zwischen 1167 und 1174            | vermutlich ein Geistlicher am Hof des Herzogs von Spoleto, Welf VI.                                                                                                  | Chronik | Fußt in Teilen auf der um 1125/26 entstandenen wesentlich kürzeren Genealogia Welforum | Fulda, Landesbibliothek, Ms. D 11                                                                                    |
|           | Evangeliar Heinrichs des Löwen und Mathildes von England                            | zwischen 1173 und 1188            | Ein Mönch Herimann der Benediktinerabei Helmarshausen | Evangeliar Bild: f. 19r | enthält ca. 1.500 kleinere, 77 größere und sieben große, reich verzierte Initialen | Wolfenbüttel, Herzog August Bibliothek, Cod. Guelf. 105 Noviss. 2°                                                   |
|           | Landgrafenpsalter                                                                   | 1208–1213                         | Niedersachsen | Psalter | Zackenstil leitet zur Gotik über | Stuttgart, Württembergische Landesbibliothek, Ms. HB II 24                                                           |
|           | Reiner Musterbuch                                                                   | zwischen 1208 und 1213            | Zisterzienserstift Rein bei Graz; Schreiber unbekannt, Heinricus als Künstler                                                                                        | Grafiken, Federzeichnungen, Initialen, Musteralphabete, geometrische und astronomische Zeichnungen. Bild: folios 10r und 11v                                                                           | Sammelhandschrift für den Unterricht | Wien, Österreichische Nationalbibliothek, Cod. 507                                                                   |
|           | Berthold-Sakramentar                                                                | um 1215                           | Weingarten im Auftrag des Berthold von Hainburg, Abt der Abtei Weingarten                                                                                            | Gebete für die Messe und Sakramentenspendung | am Übergang von der Romanik zur Gotik | New York, Pierpont Morgan Library, M.710                                                                             |
|           | Carmina Burana                                                                      | erste Hälfte des 13. Jahrhunderts | Kloster Benediktbeuern | ca. 350 Gedichte und Lieder in (Mittel-)Latein, Mittelhochdeutsch und anderen europäischen Sprachen. Bild: Das Schicksalsrad (Rota Fortunae).                                                          | neben Initialen mit Fleuronné auf fast jeder Seite nur 8 Illuminationen und 1 Federzeichnung                                                                                                 | München, Bayerische Staatsbibliothek, Clm 4660                                                                       |
|           | Nibelungenlied, Donaueschinger Nibelungenhandschrift C                              | Beginn des 13. Jahrhunderts       | Südtirol oder Vorarlberg | hochmittelalterliche deutschsprachige Ausformung der Nibelungensage. Bild: Handschrift C, fol. 1r | Der Text ist in ca. 37 Fassungen erhalten, von denen drei in das Weltdokumentenerbe der UNESCO aufgenommen wurden, auch diese.                                                               | Karlsruhe, Badische Landesbibliothek, Codex Donaueschingen 63.                                                       |
|           | Goslarer Evangeliar                                                                 | ca. 1240                          | wahrscheinlich für Kloster Neuwerk in Goslar bestimmt und in der Umgebung von Goslar entstanden                                                                      | Evangeliar. Bild: Szenen aus dem Lukasevangelium | | Goslar, Stadtarchiv, B 4387                                                                                          |
|           | Tristan des Gottfried von Straßburg                                                 | um 1240/50                        | im Schwäbischen oder Bodenseeraum | Tristan und Isolde. Bild: Verbannung Tristans und Isoldes vom Hof Markes; Marke beobachtet Tristan und Isolde in der Minnengrotte; Ihre Wiederaufnahme an den Hof, f. 90r                              | ältestes erhaltenes Exemplar einer Tristan-Handschrift | München, Bayerische Staatsbibliothek, Cgm 51                                                                         |
|           | Medicina antiqua                                                                    | erste Hälfte des 13. Jahrhunderts | Süditalien | medizinische und pharmazeutische Texte des 4. und 5. Jahrhunderts. Bild: Mythische Alraunenernte, fol. 118r                                                                                            | mit Deckfarbenmalerei und rund 50 Jahre später eingefügten Federzeichnungen; Text oft beschädigt, da gewisse Passagen und Darstellungen bei späteren christlichen Lesern Anstoß erregten     | Wien, Österreichische Nationalbibliothek, Cod. Vindob. 93                                                            |
|           | Rheinauer Psalter                                                                   | um 1260                           | Kloster Allerheiligen zu Schaffhausen | Psalter. Bild: fol. 7v | als privates Gebetbuch einer hochgestellten Persönlichkeit geschaffen; die Miniaturen im Übergang vom streng geometrischen, linearen Zackenstil zum weicheren, weitläufigeren Stil der Gotik | Zürich, Zentralbibliothek, Ms. Rh. 167                                                                               |
|           | Weltchronik – Karl der Große                                                        | um 1300                           | Rudolf von Ems (um 1200 bis um 1254) und Der Stricker (1. Hälfte des 13. Jahrhunderts)                                                                               | Weltgeschichte (Rudolf von Ems) und Versepos über das Leben Karls des Großen (Stricker); Oberrhein (Konstanz, Zürich?). Bild: Eroberung Jerusalems, folio 169v                                         | möglicherweise im Auftrag aus dem Umkreis der Züricher Geistlichkeit | St. Gallen, Kantonsbibliothek Vadiana, Ms. 302 Vad                                                                   |